# واجب (فلم)
واجب هو فيلم دراما فلسطيني إنتاج عام 2017 ومن إخراج آن ماري جاسر. تم عرضه في قسم السينما العالمية المعاصرة في مهرجان تورونتو السينمائي الدولي
لعام 2017. تم ترشيح الفيلم لتمثيل فلسطين في جوائز الأوسكار لعام 2018.

## القصة
أحداث الفيلم تبدأ مع عودة شادي من إيطاليا، حيث يعمل مهندسًا معماريًا، إلى الناصرة لحضور حفل زفاف أخته ومساعدة والده في تحضيرات العرس.
ويصر الأب، ضمن مفهوم الواجب بالتقليد الاجتماعي، على تسليم بطاقات الدعوة لحفل الزفاف إلى كل الأصدقاء والأقارب بنفسه مع إبنه، الأمر الذي يقودهما في رحلة طويلة للوصول إلى بيوتهم.
وعبر الحوارات بين الأب والابن في الطريق تتكشف لنا الخلافات بين وجهتي نظرهما وطباعهما كما يتكشف ماضي عائلتهما نفسه، فضلا عن صورة الحياة اليومية في الناصرة مع تلك الزيارات التي يقومان بها لأسر مختلفة وطوافهما في شوارعها.

## طاقم العمل
- محمد بكري بدور أبو شادي
- صالح بكري بدور شادي
- ماريا زريق بدور أمال
- لمى طاطور بدور ماريا[3]

## روابط خارجية
- مقالات تستعمل روابط فنية بلا صلة مع ويكي بيانات